# Toto〜calcio da J LEAGUE
toto〜calcio da J LEAGUE（トト カルチョ ダ ジェイ リーグ）は2006年4月から11月まで放送された日本のラジオ番組。TOKYO FMをキーステーションに全国16局ネットで、毎週木曜または金曜の放送。10分番組で、放送日時は放送局によって異なった。録音。日本スポーツ振興センター提供。

## 出演
- 水内猛
- 山蔭ヒーロ（TOKYO FM「MAGICAL DASH!」パーソナリティ）
- 手島里華（-6月）→古賀涼子（7月-?月）

## 内容
水内猛が週末に開催されるJリーグのtoto対象13試合のカードと試合展開を予想する。

## ネット局
TOKYO FM、AIR-G'、Date FM、FM山形、FMぐんま、FM NIIGATA、K-MIX、FM AICHI、fm osaka、Kiss-FM KOBE、HFM、FMとくしま、JOEU-FM、fm fukuoka、Air Radio FM88、FMS　以上16局、当時Jリーグのチームが存在する地域の局で放送となっていた。

## 備考
- この番組は、キー局のTOKYO FMではワイド番組「MAGICAL DASH!」に内包という形となっていた。その他の局では単独番組として放送されていた。
- 放送期間中は「toto〜calcio da J LEAGUE 完全保存版」としてポッドキャスト配信を行っていた。